# Aberdeen (Missisipi)
Aberdeen – miasto w Stanach Zjednoczonych, w stanie Missisipi, siedziba administracyjna hrabstwa Monroe.